# Francisco Tenamaztle
Tenamaxtli, Tenamaxtle, Tenamaztle, también nombrado por los españoles Francisco Tenamaztle o Francisco Tenamaxtli, fue un guerrero indígena caxcán, hijo de señor de Nochistlán y uno de los principales líderes de resistencia indígena durante el periodo de la Conquista de México conocido como la Guerra del Mixtón ocurrida durante 1541 y 1542. Los acontecimientos bélicos se desarrollaron en Nueva Galicia al noroeste de la Nueva España, principalmente en los territorios ocupados por los estados mexicanos de Nayarit, Jalisco y Zacatecas. 
Alonso de Molina señaló que Tenamaztli o Tenamatzin significa "piedras sobre que se pone la olla al fuego" Una vez finalizada la guerra y la época de guerrillas realizó una continua defensa de los derechos de los pobladores naturales de los pueblos –pueblos indígenas o pueblos originarios– ante las instituciones españolas, por lo que se le considera un precursor y defensor de los derechos humanos. Fue enviado a España en 1552 para ser juzgado. Vivió en la ciudad de Valladolid, donde enfermó y murió en 1556.

## Antecedentes a la Guerra del Mixtón
Después de las campañas militares de Nuño de Guzmán para conquistar el territorio conocido como Nueva Galicia, Tenamaztle fue bautizado a la fe católica con el nombre de Francisco. Perteneció a la encomienda del capitán español Miguel de Ibarra, la cual incluía el territorio de Nochistlán.
Abusos de autoridad por parte de algunos encomenderos realizados a finales de 1540, provocaron una respuesta violenta por parte de los habitantes de las localidades de Huaynamota y Huazamota en el territorio ocupado por el estado de Nayarit. Los pueblos originarios de la zona, conocidos por el nombre genérico de chichimecas, celebraron varias reuniones para organizar un frente común contra los conquistadores españoles. Destacaron en el levantamiento los caxcanes y los zacatecos.

## Guerra del Mixtón
Los escenarios de la Guerra del Mixtón comenzaron con la resistencia a la invasión castellana por parte de los pueblos de Juchipila, Teocaltiche, Nochistlán, Etzatlán y Tecuila. Muy pronto, la zona septentrional de Nueva Galicia, —incluyendo el área de los estados de Zacatecas y Jalisco— se levantó en armas. Las fuerzas indígenas alcanzaron inicialmente la cifra de quince mil hombres.
Fueron identificados como los principales líderes: Coringa de Tlaxicoringa, Petlácatl de Xalpa, Xiuhtecutli y Tencuítlatl de Xuchipila, don Diego de los zacatecos y Francisco Tenamaztle de los caxcanes de Nochistlán.
Las fuerzas españolas comandas por Miguel de Ibarra y Cristóbal de Oñate fueron vencidas en Xuchipila, Tlaltenango y superadas. Pedro de Alvarado procedente de la Ciudad de México acudió para enfrentar a los rebeldes, pero también fue derrotado. Durante los enfrentamientos, un caballo cayó en el pecho de Alvarado fracturándole las costillas, murió a consecuencia el 4 de julio de 1541.
Tenamaztle, Petlácatl y don Diego sitiaron el recientemente fundado poblado de Guadalajara el 28 de septiembre de 1541, pero Cristóbal de Oñate logró romper el asedio con la ayuda de la artillería y una estrategia de caballería, con la cual logró engañar a los sitiadores haciéndoles creer que sus fuerzas eran superiores. Tenamaztle y sus hombres se concentraron en el área de Xuchipila, Nochistlán y el cerro del Mixtón.

## Derrota de Tenamaztle

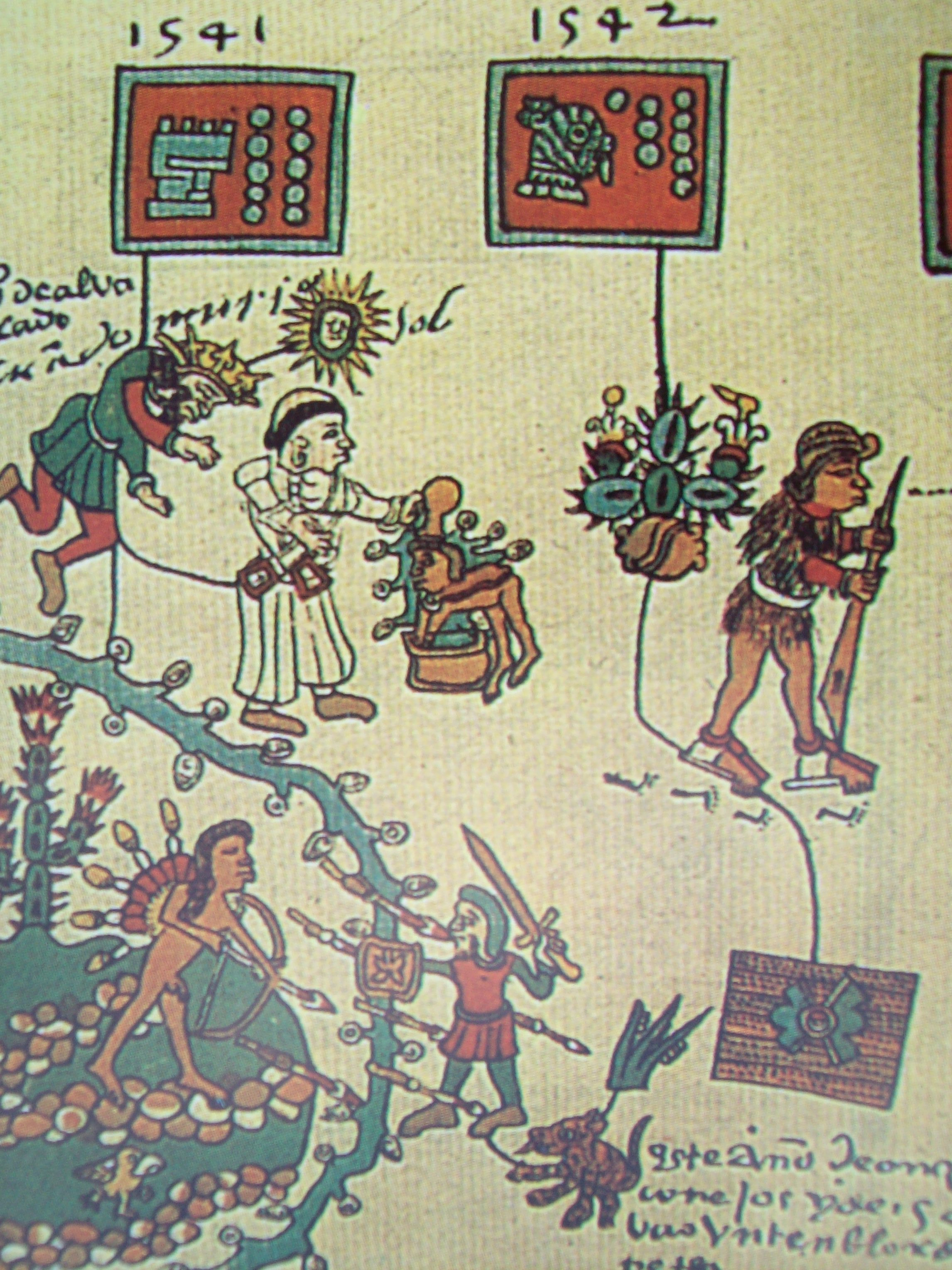
Códice Telleriano-Remensis durante el año 10-casa (1541), se indica la muerte de Pedro de Alvarado junto al glifo del sol (Tonatiuh), apodo por el que fue conocido debido a su cabello rubio; a su lado un fraile bautizando a un chichimeca. En la parte inferior se representa a Nochistlán, rodeada por un río y con el glifo de un nopal con tunas (nochiztli). Sobre el montículo Francisco Tenamaztle se enfrenta contra el virrey Antonio de Mendoza, quien es representado por un maguey (me-tl) y una tuza, es decir metuza=Mendoza. También se aprecia un pequeño halcón, el cual hace alusión al capitán Falcón.

A finales de 1541, el virrey Antonio de Mendoza llegó a Nueva Galicia con un contingente de españoles y aliados tlaxcaltecas, huejotzincas, cuauhquechultecas, mexicas, xilotepecas, acolhuas, chalcas y purépechas, reuniendo un ejército de cincuenta mil efectivos. La balanza de los enfrentamientos cambió a favor de los españoles.
Los rebeldes fueron cercados en el cerro del Mixtón. A punto de sucumbir, Tenamaztle pidió dialogar con su antiguo encomendero, el capitán Miguel de Ibarra. Tras el diálogo, el caudillo se rindió y fue aprehendido. Mendoza creyó que el resto de los rebeldes depondría las armas con la captura de su líder, y envió a Ibarra para negociar la paz.
Como condición para rendirse, los caxcanes exigieron ver a su líder con vida. Ibarra accedió y llevó al prisionero al cerro del Mixtón, pero en una rápida acción, Tenamaztle fue rescatado por sus hombres. Tras la tregua, las acciones bélicas continuaron y los rebeldes finalmente fueron derrotados. El caudillo caxcán pudo escapar con un número reducido de sobrevivientes.

## Guerra de guerrillas y rendición
Perdiendo las últimas batallas, Tenamaztle se alió a Chapoli, y ambos comenzaron a realizar guerra de guerrillas en la Sierra Madre por más de nueve años. En 1551, Chapoli murió y Tenamaztle fue convencido por el obispo de Guadalajara Pedro Gómez Maraver para deponer las armas. El obispo y el caudillo viajaron a la Ciudad de México, pero Maraver murió repentinamente el 28 de diciembre de 1551 dejando sin amparo eclesiástico a Tenamaztle. El caxcán quedó a disposición del nuevo virrey Luis de Velasco. 
El 12 de agosto de 1552, se determinó que Tenamaztle había sido el principal capitán del alzamiento en el reino de Nueva Galicia, Xuchipila y el Mixtón. Se le acusó además de haber salteado caminos y por lo tanto, fue deportado a España para ser juzgado. El 17 de noviembre de 1552, el virrey giró la orden correspondiente al alcalde de Veracruz García Descalante Alvarado. Tenamaztle fue embarcado en el puerto de San Juan de Ulúa con dirección a Sevilla en donde fue recibido por los funcionarios de la Casa de Contratación. Poco después fue trasladado a Valladolid quedando como prisionero para ser juzgado por el Consejo de Indias. Falleció en esta ciudad el 5 de octubre de 1556.

## Identidad de Tenamaztle comotlatoanide Nochistlán
Existe confusión al respecto de la identidad del caudillo como tlatoani o gobernante de Nochistlán. Todas las fuentes y todos los testimonios coinciden en que el personaje fue uno de los principales capitanes de la guerra del Mixtón y de la guerra de guerrillas. 
La identidad como tlatoni de Nochistlán es un punto relevante en la historia, pues de acuerdo a las leyes españolas de la época, todo gobernante o cacique local que jurara obediencia a la Corona española tenía el derecho de mantener sus pertenencias, así mismo su posición social debería ser respetada. Solo en caso de rebelarse o rechazar la predicación cristiana se podía emprender una "guerra justa" en su contra. Y solo de esta manera, era legal privar de autoridad a los principales, imponiendo un régimen de encomienda y sometiendo la esclavitud de los rebeldes, convirtiéndolos en lo que se conocía como herrados –marcándoles la cara con un hierro ardiente con la letra G de "guerra–.
El virrey Antonio de Mendoza y el virrey Luis de Velasco expresaron que Tenamaztle era simplemente un capitán y hombre valiente que había dirigido a los alzados, pero que no era principal y que tampoco tenía hacienda en Nochistlán.
El cronista contemporáneo a la rebelión, fray Antonio Tello, lo refirió como el hermano del señor de Nochistlán, incluso, es mencionado en la “Crónica miscelánea de Xalisco” como zacateco y con el nombre Diego Tenamaztle 
Por otra parte, el encomendero de Nochistlán y capitán Miguel de Ibarra reconoció a Francisco Tenamaztle como principal, así como el soldado Antonio Botiller quien participó en los enfrentamientos.
Así mismo, los testimonios de fray Juan de la Puerta, fray Melchor de Medina, y fray Juan de Román, reconocen al caudillo como caballero principal.

## Denuncia ante el Consejo de Indias
El proceso jurídico de Tenamaztle quedó relegado a un segundo término, y el caudillo fue recluido en un convento dominico. Entre 1554 y 1555 conoció a fray Bartolomé de las Casas, quien de inmediato se interesó en llevar la defensa del caxcán. No obstante, el líder indígena fue uno más de los numerosos jefes nativos que decidieron acudir a la Corte a defender sus derechos y los de su pueblo
La estrategia de la defensa de Las Casas, tuvo los siguientes puntos principales:
- Establecer claramente que Tenamaztle era el tlatoani de Nochistlán.
- Establecer que Tenamaztle y su gente había recibido en paz a los españoles, especialmente a quienes predicaban el evangelio. Por tal motivo debía ser reconocido como vasallo de la corona con todos los derechos implicados.
- Denunciar que Tenamaztle y sus súbditos fueron vejados, desposeídos de sus tierras, y algunos asesinados por Nuño de Guzmán, Cristóbal de Oñate y Miguel de Ibarra.
- Establecer que las acciones bélicas de su pueblo solo fueron la reacción natural de “defensión” que ni siquiera a las bestias se niega.[20]

El 1 de julio de 1555 se presentó el documento conocido como "Lo que suplica don Francisco y relación que hace de agravios" dirigido a Carlos I de España y al Consejo de Indias. En el manuscrito, visiblemente influenciado por el pensamiento lascasiano, pero firmado por Tenamaztle, se hicieron constar las siguientes peticiones:
- "La servidumbre impuesta a quienes son gente libre es contraria a toda natural justicia"
- "Hacerse fuertes por se defender, a sus propias vidas y a sus mujeres e hijos, según que Dios y la naturaleza conceden esta defensión natural aún a las bestias"
- También se describieron los atropellos y se denunciaron los crímenes contra él y su pueblo.
- Exigió que se restituyera su señorío
- Explicó como se tuvieron que pertrechar en los montes para defensa natural que Dios y la Naturaleza a todos conceden.
- Justificó su lucha esa que llaman y han llamado siempre los españoles contra el rey levantarse.
- Y denunció que: Lo que llaman los españoles poner en encomienda, es sujetar a los indios en crudelísima situación de explotación.”[22]

"Don Francisco Tenamaztle, cacique o tatoan [sic] de la provincia de Nuchistlán y Xalisco, beso pies y manos de Vuestra Alteza y parezco ante este Real Consejo de las Indias en la mejor forma y manera que de derecho puedo y pidiendo justicia digo contando la sola verdad que, como ya Vuestra Alteza consta, yo he sido enviado a estos reynos de Castilla por el Visorey de la Nueva España don Luis de Velasco, preso y desterrado; solo, desposeído de mi Estado y Señorío y de mi mujer e hijos, con suma pobreza, sed y hambre y extrema necesidad, por mar y por tierra, padeciendo muchas injurias y afrentas y persecuciones de muchas personas y con otros muchos y graves trabajos y peligros de mi vida..."

"..Y yo, el dicho don Francisco, viendo que inhumanamente, a los nueve caciques juntos, sin justicia, hallándolos en sus casas y tierras seguros, habían ahorcado, y muchos e innumerables de mis vasallos habían perecido, no quedando dellos de todos los vecinos de aquel reino una de ciento partes, no habiendo justicia ni remedio de haberla, ni persona a quien nos quejar, y a quien pedirla, porque todos eran y son nuestros enemigos capitales porque todos nos roban y afligían y oprimían y tiranizaban, como hoy en este día lo hacen, acordé también huir con la poca gente que me quedaba, por salvar a ellos y a mí, como de ley natural era obligado, porque si no huyera yo también, con la misma injusticia y crueldad fuera ahorcado..."

"..Este huir, y esta natural defensa, muy poderosos señores, llaman y han llamado siempre los españoles, usando mal de la propiedad de los vocablos, en todas las Indias, contra el Rey levantarse..."

"..Y cuando han usado del nombre del rey no ha sido sino para imponer y levantarnos culpas y pecados que nunca pensamos cometer, y para excusar sus injusticias y violentar las tiránicas extrañas de toda humanidad en nosotros, por ellos inhumanísimamente cometidas..."
Francisco Tenamaztle, 1 de julio de 1555.

Fueron llamados los testigos, fray Juan de la Puerta, fray Melchor de Medina, y el soldado Antonio Botiller. Sus testimonios confirmaron la identidad de Tenamaztle, y respaldaron la denuncia impuesta ante Juan de Sarmiento.
El Consejo de Indias, buscó respuestas por medio de una consulta al virrey Luis de Velasco, quien afirmó que Tenamaztle no era principal y que no tenía hacienda en Nochistlán, reduciendo su identidad a un hombre valiente que había capitaneado a su pueblo. Al respecto de la deportación, justificó su acción diciendo que fue la Audiencia de la Ciudad de México, la que había tomado esta determinación; y que de haber estado al tanto, se habría opuesto. Pero la firma del virrey aparece al calce del auto y acuerdo de la deportación.
El testimonio del virrey, fue contradicho por el oidor Gómez de Santillán quien afirmó que el virrey había sido partícipe de la decisión para deportar al caxcán. El 7 de agosto de 1556, el Consejo de Indias emitió un documento en el cual se confirman las declaraciones del denunciante, del virrey y del oidor. Por recomendación del oidor Santillán, fueron llamados a rendir testimonio el fraile franciscano Joseph de Angulo, y el fraile agustino Joan de Sant Román. Los testigos confirmaron las injusticias a las que habían sido sometidos los caxcanes.
Se ha encontrado un segundo documento sin fecha, firmado por Francisco Tenamaztle, en el cual el caxcán se da por enterado de las declaraciones del virrey Velasco y del oidor Santillán. En el manuscritos se suplica al Consejo de Indias justicia por los agravios cometidos, pidiendo nuevamente la restitución de su mujer, hijos y 
tierras. Se desconoce el desenlace del proceso y lo que sucedió con el caudillo.

## Precursor de los derechos humanos
Debido a que los pensamientos expresados tienen gran similitud con los enunciados que la Asamblea Constituyente francesa proclamó en la "Declaración de los Derechos del Hombre y del Ciudadano" en 1789, así como con la "Declaración universal de los derechos humanos" emitida por la Organización de las Naciones Unidas en 1948, historiadores modernos como Miguel León Portilla han considerado a Francisco Tenamaztle, como un precursor de los derechos humanos. La Comisión Estatal de los Derechos Humanos del estado de Zacatecas, rindió homenaje al caudillo el 10 de diciembre de 2008, reiterando este reconocimiento.

..."..suplico a Vuestra Alteza que, teniendo ante sus ojos a Dios y a la verdadera justicia, consideren los incomparables agravios y males que yo y todos los naturales de aquella provincia hemos recibido y recibíamos en aquella sazón y que no fue alzarnos y rebelarnos sino huir de la crueldad inhumana y no sufrible de los españoles como huyen los animales de quien los quiere matar. Y que de esta manera de defensa Dios no la quitó ni privó aun a las piedras que no tienen sentido y que yo me hui por la dicha causa y estuve escondido por los montes nueve años, y después me vine de mi propia voluntad no forzado por nadie, creyendo que no fuera como lo he sido tan maltratado...."
Fransciso Tenamaztle, sin fecha

En mayo de 2022 viajaron a España, a las ciudades de Madrid y Valladolid, los presidentes de la Comisión de Derechos Humanos de los estados mexicanos de Jalisco y Nayarit, Alfonso Hernández Barrón y Maximino Muñoz de la Cruz, para la presentación del libro "Tenamaxtli: La recuperación de una memoria indígena" con el objeto de reivindicar la figura de Tenamaxtli, conocer más a fondo su relación con Bartolomé de las Casas, ampliar su conocimiento como defensor de los derechos humanos ante las instituciones españolas, así como alentar la búsqueda de información sobre su figura y si fuera posible sus restos, enterrados en la ciudad de Valladolid, donde murió en 1556.

## Ficción
La novela "Otoño azteca", segunda parte de la saga de Gary Jennings, está basada en la vida de Francisco Tenamaztle, el nombre se sustituye por el de Tenamaxtli. Si bien no adapta toda la historia de su vida sí incluye aspectos importantes como el inicio de la rebelión y en particular el desarrollo de la guerra del Mixtón. Tenamaxtli es el hijo del personaje del primer libro de la saga, Mixtli; a la muerte de su padre decide orquestar una rebelión clandestina en contra de los españoles. La película mexicana "La carga" (2016), dirigida por Alan Jonsson, gira en torno al proceso judicial contra Tenamaztle.